# جو میزوکی
جو میزوکی (انگلیسی: Joh Mizuki; ۱۱ مارس ۱۹۳۸ – ۱ ژانویهٔ ۱۹۹۱) بازیگر، و خواننده اهل ژاپن بود.